# تفجيرات برازافيل 2012
تفجيرات برازافيل 2012 هي سلسلة تفجيرات هزت عاصمة جمهورية الكونغو في وقت مبكر يوم 4 مارس 2012. وقد أسفرت عن مقتل ما يقرب عن مئتي شخص وإصابة المئات. وقال مسؤولون بجمهورية الكونغو في وقت سابق أن الانفجارات حدثت بعد حريق في مستودع أسلحة بقاعدة عسكرية في العاصمة.
وقد عانت جمهورية الكونغو من الحروب الأهلية والانقلابات العسكرية على الحكم لسنوات عدة منذ استقلالها عن الاستعمار الفرنسي في عام 1960.